# Ramón Cáceres
Ramón Arturo Cáceres Vásquez (31 de diciembre de 1866 – 19 de noviembre de 1911) fue un político dominicano, presidente y Ministro de Guerra y Marina de la República Dominicana. Sus padres fueron  (hijo del venezolano Juan Manuel Cáceres y la farfanense María Fernández González) y la señora Remigia Vásquez Lizardo (hija del español Ramón Vásquez y de la mocana María Lizardo Caba). Contrajo matrimonio con la santiaguera Narcisa Ureña Valencia, nieta de Manuel María Valencia.

## Biografía
Desde su juventud se opuso a las actividades políticas del país, hasta que su primo Horacio Vásquez le participó los planes de Lilís de darle muerte a este. Cáceres se antepuso y convenció a Vásquez de planear y ejecutar la muerte de Lilís, en razón de que se atribuía al dictador Heureaux (Lilís) haber ordenado la muerte de su padre Manuel Cáceres (Memé Cáceres) cuando fue candidato a la presidencia. Debido a este acontecimiento, Cáceres decidió formar parte del grupo que ejecutó al dictador Ulises Heureaux (Lilís) el 26 de julio de 1899 en la ciudad de Moca.
Después de la muerte de este tirano, Vásquez estableció un Gobierno Provisorio en Santiago de los Caballeros del cual Cáceres pasó a ser Ministro de Guerra y Marina.
Después de la renuncia del Vicepresidente de Lilís, el Gobierno se trasladó a la Capital y Vásquez convocó la Asamblea Eleccionaria, resultando como Presidente de la República Juan Isidro Jiménez y Horacio Vásquez como Vicepresidente, siendo designado, además, como Delegado del Gobierno en el Cibao. Cáceres fue nombrado Gobernador en Santiago.
Durante el gobierno de Carlos Felipe Morales Languasco de 1903 a 1906, Cáceres fue Vicepresidente. El 12 de enero de 1906 tras la renuncia de Carlos F. Morales Languasco, Cáceres queda como Presidente Constitucional de la República.
Durante su mandato se firma la Convención Dominico Americana de 1906. En 1907 promulga una nueva Constitución, en virtud de la cual es reelegido en 1908. Debido a que hubo muchos sectores que no apoyaron su gobierno, se formaron diversos complots en su contra, y el 19 de noviembre de 1911, un grupo dirigido por Luis Tejera interceptó el coche en el que solía pasear con una de sus mujeres. Cuando el coche en que paseaba Ramón Cáceres se acercaba al grupo, se produjo un tiroteo. El presidente Cáceres recibió varios disparos que le arrebataron la vida. El general Luís Tejera fue conducido a la Fortaleza Ozama donde fue fusilado.

## Presidencia constitucional (1906–1911)
Hay cuatro aspectos principales en su gobierno: La pacificación de una vasta región del país, la puesta en práctica de una nueva política económica, la reorganización del ejército y aportes en el área de las obras públicas.

### Plan de ajuste
A su llegada al poder, Cáceres tuvo que hacerle frente al problema económico del país. La deuda pública alcanzaba a $47 millones de dólares. El presidente Roosevelt envió al financiero Jacobo Hollander a determinar el monto de la deuda, Hollander propuso al gobierno dominicano un plan de ajustes para rebajar la deuda a $20 millones de dólares. Este plan fue aceptado por los acreedores y la deuda quedó reducida en $17 millones de dólares.
Roosevelt le atribuyó una función estratégica de gran importancia a las Antillas, fundamentalmente por la proximidad con el Canal de Panamá, en donde habían establecido una base militar.
El presidente Roosevelt dispuso un préstamo para la República Dominicana de $20 millones de dólares, con la finalidad de que el país pudiera pagar una deuda externa de $17 millones de dólares y con los 3 millones restantes construir una serie de obras de importancia para el progreso nacional.
Para el presidente Cáceres lo prioritario era pagar la deuda externa. Desde que inició su gobierno gestionó acuerdos con los Estados Unidos realizando un plan de ajuste mediante el cual negoció la deuda. Dichas negociaciones culminaron con un nuevo préstamo por la suma de $20 millones de dólares. Como contrapartida se firma un acuerdo financiero llamado Convención Domínico-Americana firmado el 7 de febrero de 1907.
Esta Convención ratificaba el Modus Vivendi de 1905 y sus estipulaciones fueron:
- El 50% de los ingresos de las aduanas iría a un banco de Nueva York.
- El 5% para el pago de los empleados.
- El 45% se le entregaría al gobierno dominicano.

El Protocolo del 31 de enero de 1903, que generó el Laudo Arbitral de 1904 y consecuentemente la Convención de 1905 que fue puesta en vigor de manera administrativa, lo que se conoce como el Modus Vivendi de 1905, así como la Convención de 1907 constituyen los principales acuerdos financieros de gobiernos dominicanos con Estados Unidos. Mediante los mismos, República Dominicana pierde la independencia económica.
Además de lo acordado, mediante estos acuerdos, se establecía que el gobierno dominicano no podría modificar las importaciones y exportaciones, ni aumentar su deuda sin el consentimiento del gobierno estadounidense. También las autoridades de ambos gobiernos le darían protección al Receptor General de Aduanas. Con estos convenios quedó lesionada la soberanía dominicana. Gran parte de la población se opuso a estos acuerdos.

### Medidas tomadas por el gobierno de Ramón Cáceres
Ramón Cáceres con el propósito de fortalecer los controles del Poder Ejecutivo, logró que la Asamblea Constituyente hiciera los cambios siguientes a la Constitución:
- Anular el cargo de Vicepresidente.
- Ampliación del período presidencial a seis años.
- Se suprimió el Consejo de Ministros.
- Los gobernadores provinciales dejaron de tener el control militar en sus provincias y sus funciones quedaron reducidas al plano civil.
- Se creó una cuenta especial en el presupuesto denominado Cuenta para generales a las órdenes del presidente de la república.
- Se instauró un sistema bicameral, con la cámara de senadores y diputados.

Con todas estas medidas, Cáceres buscaba mantener el control político y militar del país.
Entre las obras públicas realizadas por su gobierno se encuentran:
- Equipar de libros las escuelas del país.
- Ampliación del ferrocarril central dominicano hasta Moca.
- Extensión del servicio de telegráfico y telefónico.
- Reconstrucción de los puertos y muelles de mayor importancia.
- Reorganizar los servicios de correos.
- Llevó la educación a las zonas rurales del país.
- Fomentó el establecimiento de granjas experimentales para crear una conciencia técnica sobre la explotación de la agricultura.

### Grupos opositores al gobierno de Cáceres
Desde los inicios de su gobierno, Cáceres al igual que sus antecesores, tuvo que enfrentar grupos que buscaban derrocarlo. Uno de los focos guerrilleros más importante que se produjo fue el de la Línea Noroeste, encabezado por el jimenista Desiderio Arias quien mantenía el control absoluto de la zona. (Demetrio Rodríguez había caído en Puerto Plata el 3 de enero, 9 días antes de que Cáceres asumiera oficialmente la Presidencia el 12 de enero de 1906).  
Para hacer frente a esta situación, Cáceres se trasladó a Monte Cristi con sus tropas y asesores militares. Prácticamente devastó esa zona, concentrando el abastecimiento de alimentos en determinados lugares y ordenando el traslado del ganado al interior del Cibao en un plazo de 20 días. Parte de la población se sometió a las medidas, otros emigraron. Las actividades agrícolas y ganaderas se vieron afectadas. Sin embargo, el presidente Cáceres logró controlar a los insurrectos. Usó los mismos métodos en la región sur, logrando reprimir a los caudillos de esa zona.
Una de las tácticas usadas por Cáceres era la de enviar emisarios a los lugares donde los caudillos regionales tenían mayor fuerza, con la instrucción de que se reunieran en un lugar neutral para lograr un acuerdo de paz. Esta reunión era una encerrona, los caudillos opositores, allí presentes, finalmente eran rodeados por el ejército y eliminados del camino.
Durante el mandato de Cáceres se dio mucha importancia a los asuntos militares. Creó un ejército profesional a fin de sustituir a los ejércitos particulares que dirigían diversos caudillos regionales.
Junto a este ejército, reorganizó la Guardia Rural creada durante el gobierno de Morales y la convirtió en fuerza policial para todo el país, llamándola Guardia Republicana, también llamada popularmente como Guardia de Mon. Se caracterizaba porque imponía su autoridad y le era fiel al Presidente.

### Ejecutorias de Cáceres en obras sociales y el incentivo a la producción
En su gobierno, Cáceres hizo grandes inversiones en obras de infraestructura, tales como:
- Construyó un nuevo ramal del Ferrocarril Central Dominicano.

- Construyó puentes y carreteras.

- Construyó escuelas, se calcula que de 200 que existían, aumentaron a 526.

Por otra parte, aumentó las líneas telegráficas y organizó el correo, reorganizó la administración del país, creó la Dirección de Obras Públicas, estableció en el país la primera institución de crédito: el Royal Bank of Canadá. 
En cuanto a la agricultura, se preocupó por desarrollarla e incentivarla, creando así, la primera Escuela Agrícola, en la ciudad de Moca; también promulgó la Ley de Franquicias Agrícolas, en la cual declaraba como prioridad del estado todas las inversiones que significaban el desarrollo de la agricultura.
Promulgó un decreto exonerando de impuestos de exportación y fabricación al azúcar que se produjera en el país. Además, favoreció a los inversionistas extranjeros, especialmente a los estadounidenses, a los cuales no solo se les exoneraban de pagos de impuestos, sino que se les concedían tierras y tenían derecho a importar mano de obra extranjera para abaratar los costos de la producción.
Estas medidas facilitaron grandemente la inversión extranjera, pero perjudicaban al campesino, especialmente a los de la región este, donde se instalaron las grandes compañías de azucarera. Los campesinos propietarios de estas tierras no poseían títulos de propiedad legalizados, por lo cual se vieron obligados a vender sus tierras a bajo precio, o sencillamente, abandonarlas.
Más de dos millones de tareas de tierra, estaban en manos de estadounidense, italianos, cubanos y españoles, los cuales se destinaban a la industrialización de la caña de azúcar. 
A pesar de su interés por incentivar los principales renglones productivos, Cáceres encontró fuertes oposiciones entre sectores que consideraban que esas medidas afectaban sus intereses.

### Magnicidio
Fueron descubiertos varios complots para asesinarlo, hasta que el 19 de noviembre de 1911, lo asesinó un grupo de adversarios ligados al horacismo dirigidos por el general Luis Tejera en las inmediaciones del área costera de Güibia en la capital dominicana.